# توني شيبرد (موظف مدني)
توني شيبرد (بالإنجليزية: Tony Shepherd)‏ هو موظف مدني وشخصية أعمال أسترالي، ولد في 1944 في ملبورن في أستراليا.